# Гебхард II фон Зулцбах
Гебхард II фон Зулцбах (на немски: Gebhard II von Sulzbach; † 1085) от род Бабенберги, е граф на Зулцбах в Нордгау в Бавария.

## Живот
Той е син на граф Гебхард I фон Зулцбах († ок. 1080) и съпругата му от Нордгау, дъщеря на граф Беренгер в баварския Нордгау († пр. 1043). Братята му са Беренгар, граф на Айблинг († сл. 1085) и Херман I, граф на Пойген († сл. 1108), женен за Аделхайд Австрийска, дъщеря на австрийския маркграф Ернст († 1075). Сестрите му са Фридеруна, абатиса на Гайзсенфелд, Аделхайд, омъжена за граф Хайнрих II фон Формбах († сл. 1070) и още една сестра, омъжена за Маркварт фон Лойхтенберг.
Гебхард II строи замък Зулцбах в Бавария. Той е убит през 1085 г. и е погребан в манастир Кастл.
Гебхард II фон Зулцбах е дядо на Гертруда фон Зулцбах, която става като съпруга на крал Конрад III германска кралица и на Берта фон Зулцбах, която се омъжва за византийския император Мануил I Комнин и става императрица на Източен Рим (Византийска империя).

## Фамилия
Гебхард II се жени сл. август 1078 г. за графиня Ирмгард фон Рот от род Пилгримиди (* ок. 1050, † 14 юни 1101), вдовица на граф Енгелберт V фон Химгау († 1078, Зигхардинги), дъщеря, наследничка на баварския пфалцграф и граф Куно I фон Рот († 1086) и графиня Ута фон Дисен-Андекс († 1086). Имат две деца:
- Аделхайд († пр. 1133), омъжена за граф Зигибото II фон Вайарн († 1136)
- Беренгар I (1080 – 1125), граф на Зулцбах, женен I. ок. 1100 г. за графиня Аделхайд фон Франтенхаузен-Лехсгемюнд († 1108), II. 1113 г. за графиня Аделхайд фон Волфратсхаузен (ок. 1084 – 1126)

Вдовицата му Ирмгард фон Рот се омъжва трети път сл. 1085 г. за граф Куно фон Хорбург-Лехсгемюнд (ок. 1058 – ок. 1085).